# Roquevaire
Roquevaire is een gemeente in het Franse departement Bouches-du-Rhône (regio Provence-Alpes-Côte d'Azur). De plaats maakt deel uit van het arrondissement Marseille. Roquevaire telde op 1 januari 2022 8.823 inwoners. De 18e-eeuwse St Vincent kerk herbergt een van de grootste orgels van Frankrijk, eigendom van Pierre Cochereau, voormalig organist van de Notre Dame kathedraal in Parijs.

## Geografie
De oppervlakte van Roquevaire bedroeg op 1 januari 2022 23,83 vierkante kilometer; de bevolkingsdichtheid was toen 370,2 inwoners per km².
De onderstaande kaart toont de ligging van Roquevaire met de belangrijkste infrastructuur en aangrenzende gemeenten.

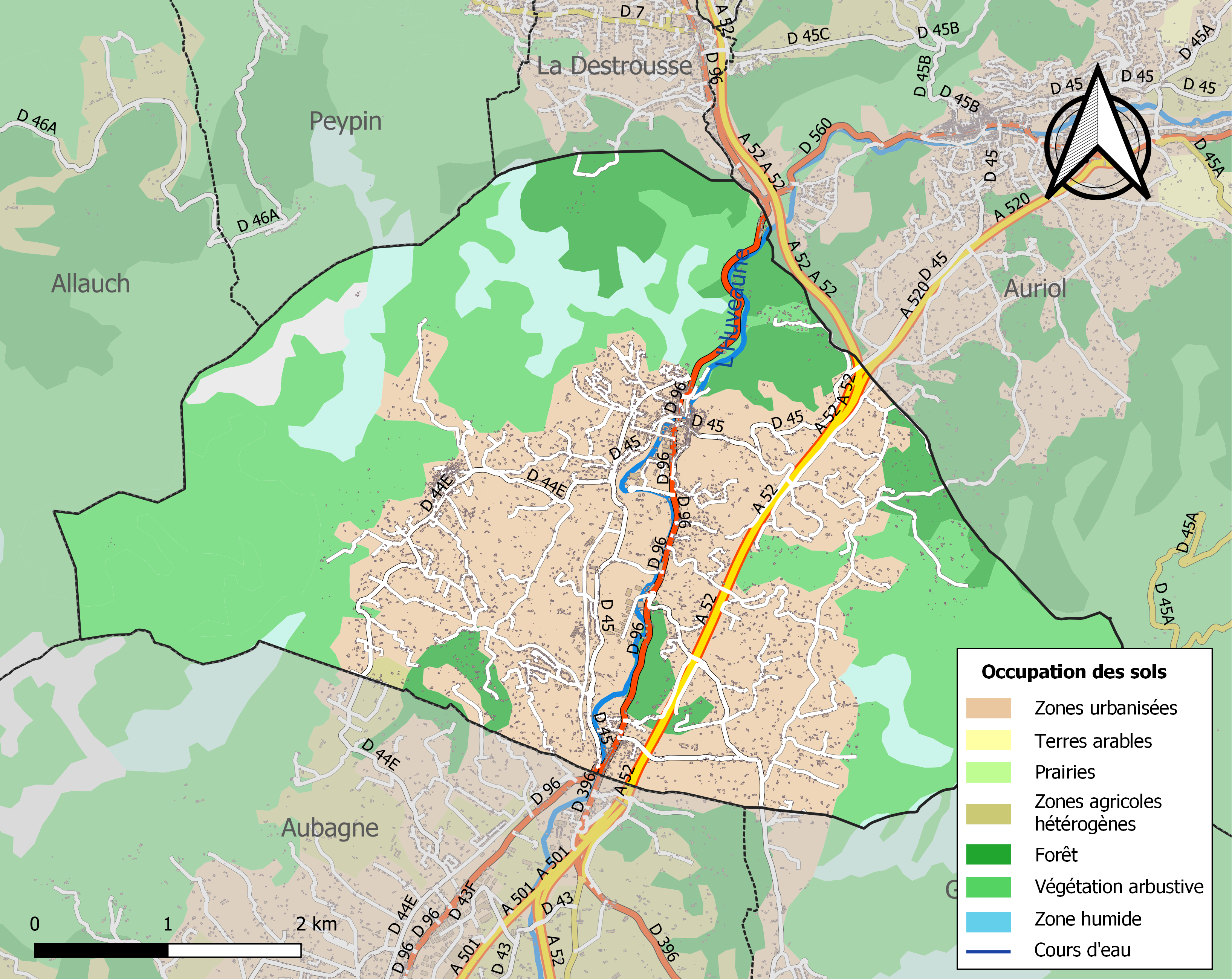

## Demografie
Onderstaande figuur toont het verloop van het inwonertal (bron: INSEE-tellingen).
Vanwege een beveiligingsprobleem met de MediaWiki Graph-software is het momenteel niet mogelijk deze grafiek weer te geven. Zodra de software is bijgewerkt zal de grafiek vanzelf weer zichtbaar worden.